# Хилсдон, Джордж
Джордж Ри́чард Хи́лсдон (англ. George Richard Hilsdon; родился 10 августа 1885 года, в Лондоне, Англия — умер 10 сентября 1941 года, в Лестере, Англия) — английский футболист, нападающий. Наибольшую известность Хилсдон получил, выступая за английские клубы «Вест Хэм Юнайтед», «Челси» и сборную Англии. Входит в десятку лучших бомбардиров в истории «Челси». По результатам голосования на официальном сайте «Челси» вошёл в список Легенд клуба.

## Клубная карьера

### «Вест Хэм Юнайтед»
Джордж Хилсдон учился в школе на Марнер-стрит с Билли Бриджменом. Хилсдон играл за «Вест Хэм Бойз» и был замечен бизнесменом Сидом Кингом. В 18 лет подписал контракт с «Вест Хэм Юнайтед» незадолго до начала сезона 1904/05. Хилсдон в своей дебютной игре за клуб 11 февраля 1905 года сразу же забил гол. К концу сезона он имел в активе четыре гола в семи играх. В следующем сезоне он продолжал набирать форму и забил 3 мяча в 9 играх. Как результат, Джон Тейт Робертсон, убедил Хилсдона играть за «Челси».

### «Челси»
Джордж начал свой путь в «Челси» весьма драматично и ярко: в первом же матче забил 5 голов, это была победа 9:2 над «Глоссоп Норт Энд». Именно это выступление дало повод прозвать его «Пулемёт Гатлинга». В первый же сезон он забил 27 голов и помог клубу впервые вырваться в высшую лигу. Джордж не потерял своей результативности и в следующей кампании, забив 26 голов в лиге и ещё 6 в одном единственном матче — победе в Кубке Англии над «Уорксоп Таун». Пока что эти 6 голов одного автора за игру остаются рекордом клуба. После трех лет в «Челси» он достиг 86 голов за 106 матчей. К этому моменту он уже играл в сборной Англии и забил там 14 голов за 8 матчей, включая 8 голов в первом зарубежном туре Англии.
После этого успеха, правда, карьера Джорджа в «Челси» была подпорчена травмами и проблемами с выпивкой, хотя его итоговый результат в 108 голов делает его девятым лучшим бомбардиром клуба всех времен. Потеряв скорость и удар, в последнем сезоне, проведя 10 игр , Хилсдон забил лишь раз. Это стал его 106-й и последний гол за «Челси» . Гол даже не увидели болельщики, так как забит он был на унавоженном поле аутсайдера «Гейнсборо Тринити» в присутствии всего трёх тысяч пьяных людей, ко второму тайму лежащих на трибунах без чувств. Бывший «Пулемёт Гатлинга» и общий любимец стал обузой для команды. 8 апреля в гостевой игре против «Дерби Каунти», он вышел на игру за «Челси» в последний, 164-й раз, после чего ему было сказано подыскивать варианты.

### «Вест Хэм Юнайтед»
Вариант у Хилсдона был в запасе только один — паб и пьянка. Но в его судьбе этого опустившегося человека появился спаситель, это его бывший одноклубник по «Вест Хэм Юнайтед» и «Челси» Билли Бриджмен, с которым он не расставался всю футбольную карьеру. Хилсдон и жил дома у Бриджемана последний год игры в «Челси», а когда он стал не нужен никому, Бриджемен уговорил руководство «Вест Хэм Юнайтед» взять его играть. Он в первый же сезон не дал усомниться в себе и забил 17 мячей. В команде он считался стариком и был самым опытным, хотя на тот период ему было всего 27 лет. В следующем сезоне он забил лишь восемь голов, но началась война, и Хилсдон решил уклониться от призыва и подался в бега, но был пойман военной полицией; отсидев полгода, он был мобилизован на Первую мировую войну.

## Первая мировая война

«Джордж Хилсдон» — флюгер над Северной террасой, ныне перемещённый на Восточную трибунну

Он был определён на Западный фронт как многие солдаты-британцы. После германской газовой атаки на окопы англичан под Аррасом во Франции его чудом нашли и вытащили санитары. Джордж, с сожжёными ипритом лёгкими, вернулся в Лондон. Работал каменщиком на стройках, потом в пабах, стал ещё больше принимать алкоголь, хотя недолго играл за «Чатем Таун» и забил 14 голов в шести матчах в 1919 году.

### Смерть
10 сентября 1941 года, когда вовсю уже шла Вторая мировая война, Джордж Хилсдон, в возрасте 56 лет умер в полной нищете в приюте для бездомных города Лестер. За его гробом шли всего четыре человека, а памятник ставить было совсем некому. Место захоронения Хилсдона неизвестно.

### Память
Джордж Хилсдон присутствует на «Стэмфорд Бридж» и сегодня. В пасхальный понедельник 1912 года над Северной террасой был укреплён, купленный клубом за 180 фунтов стерлингов флюгер с фигуркой футболиста. Хоть футболист и был во вратарской кепке, он почти сразу получил в среде болельщиков собственное имя — «Джордж», или «Джордж Хилсдон». Во время реконструкции стадиона в середине девяностых, флюгер был снят и затерялся . Случайно найденный, уже во времена Абрамовича, «Джордж Хилсдон» был поднят над Восточной трибуной.

## Международная карьера
Хилсдон выступал за сборную Англии в течение двух лет. Он дебютировал в игре против Ирландии. Всего провел за сборную 8 матчей и забил 14 голов.

## Статистика выступлений

### Клубная карьера
| Клуб                | Сезон               | Лига | Лига | Кубок Англии | Кубок Англии | Итого | Итого |
| Клуб                | Сезон               | Игры | Голы | Игры         | Голы         | Игры  | Голы  |
| ------------------- | ------------------- | ---- | ---- | ------------ | ------------ | ----- | ----- |
| Вест Хэм Юнайтед    | 1904/05             | 7    | 4    | 0            | 0            | 7     | 4     |
| Вест Хэм Юнайтед    | 1905/06             | 9    | 3    | 2            | 0            | 11    | 3     |
| Вест Хэм Юнайтед    | Итого               | 16   | 7    | 2            | 0            | 18    | 7     |
| Челси               | 1906/07             | 32   | 28   | 2            | 0            | 34    | 28    |
| Челси               | 1907/08             | 33   | 25   | 2            | 6            | 35    | 31    |
| Челси               | 1908/09             | 34   | 26   | 3            | 2            | 37    | 28    |
| Челси               | 1909/10             | 15   | 2    | 2            | 0            | 17    | 2     |
| Челси               | 1910/11             | 26   | 18   | 5            | 1            | 31    | 19    |
| Челси               | 1911/12             | 10   | 1    | 0            | 0            | 10    | 1     |
| Челси               | Итого               | 150  | 100  | 14           | 9            | 164   | 109   |
| Вест Хэм Юнайтед    | 1912/13             | 32   | 13   | 4            | 4            | 36    | 17    |
| Вест Хэм Юнайтед    | 1913/14             | 17   | 6    | 0            | 0            | 17    | 6     |
| Вест Хэм Юнайтед    | 1914/15             | 20   | 5    | 1            | 0            | 21    | 5     |
| Вест Хэм Юнайтед    | Итого               | 69   | 24   | 5            | 4            | 74    | 28    |
| Всего за «Вест Хэм» | Всего за «Вест Хэм» | 85   | 31   | 7            | 4            | 92    | 35    |
| Всего за карьеру    | Всего за карьеру    | 235  | 131  | 21           | 13           | 256   | 144   |

### Выступления за сборную
| Сборная          | Сезон            | Товарищеские | Товарищеские | Турниры | Турниры | Всего | Всего |
| Сборная          | Сезон            | Игры         | Голы         | Игры    | Голы    | Игры  | Голы  |
| ---------------- | ---------------- | ------------ | ------------ | ------- | ------- | ----- | ----- |
| Англия           | 1907             | 1            | 0            | 0       | 0       | 1     | 0     |
| Англия           | 1908             | 6            | 12           | 0       | 0       | 6     | 12    |
| Англия           | 1909             | 1            | 2            | 0       | 0       | 1     | 2     |
| Всего за карьеру | Всего за карьеру | 8            | 14           | 0       | 0       | 8     | 14    |

### Матчи и голы за сборную
Статистика игрока.
| № | Дата            | Соперник  | Счёт | Голы Хилсдона | Соревнование            |
| 1 | 16 февраля 1907 | Ирландия  | 1:0  | -             | Чемпионат Британии 1907 |
| 2 | 15 февраля 1908 | Ирландия  | 3:1  | 2             | Чемпионат Британии 1908 |
| 3 | 16 марта 1908   | Уэльс     | 7:1  | 2             | Чемпионат Британии 1908 |
| 4 | 4 апреля 1908   | Шотландия | 1:1  | -             | Чемпионат Британии 1908 |
| 5 | 6 июня 1908     | Австрия   | 6:1  | 2             | Товарищеский матч       |
| 6 | 10 июня 1908    | Венгрия   | 7:0  | 4             | Товарищеский матч       |
| 7 | 13 июня 1908    | Богемия   | 4:0  | 2             | Товарищеский матч       |
| 8 | 13 февраля 1909 | Ирландия  | 4:0  | 2             | Чемпионат Британии 1909 |

Итого: 8 матчей / 14 голов; 7 побед, 1 ничья, 0 поражений.